# Замбако, Мария
Мария Замбако (урожд. Мария Терпсихея Кассеветти греч. Μαρία Τερψιθέα Κασσαβέτη; 29 апреля 1843, Лондон — 14 июля 1914, Париж) — британская художница греческого происхождения, скульптор, натурщица художников-прерафаэлитов.

## Биография
Мария Кассаветти родилась в семье греческого происхождения. Её дядей был меценат и покровитель искусств Александр Константин Ионидес, кузинами — художницы Мария Спартали Стиллман и Аглая Коронио. Три девушки были известны среди друзей как «Три Грации» в честь трех харит греческой мифологии, Аглаи, Евфросины и Талии, так как все трое были известными красавицами греческого происхождения.

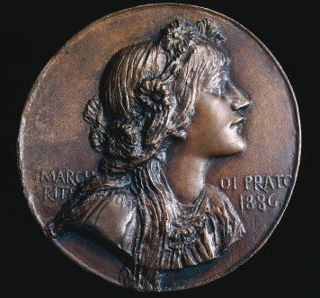
Медаль авторства Марии Замбако

В 1858 году Мария Кассаветти получила наследство после смерти отца и могла вести независимую жизнь. Она решила посвятить свою жизнь искусству и отправилась на учёбу в Париж, где её наставниками стали Альфонс Легро и Огюст Роден. Её работы выставлялись в Королевской академии художеств, на Парижском салоне, четыре скульптурных медали находятся в коллекции Британского музея.
В 1860 году Мария отвергла ухаживания Джорджа Дюморье, который впоследствии назвал её «грубой и неприступной, но обладающей великим талантом и действительно невероятной красотой». Она предпочла ему доктора Замбако, за которого в том же году вышла замуж. В браке родились сын и дочь, но замужество оказалось неудачным, и в 1866 году Мария решила вновь жить у своей матери в Лондоне.
В 1866 году Мария Замбако познакомилась с Эдвардом Бёрн-Джонсом и впоследствии стала натурщицей для многих из его картин. Между ними вспыхнул роман, продлившийся несколько лет. В 1869 году Бёрн-Джонс попытался уйти от своей супруги Джорджианы, для того, чтобы жить с Марией Замбако, что спровоцировало большой скандал. В 1871 году Мария уговорила Бёрн-Джонса совершить совместное самоубийство от передозировки опиума на улице в Венеции, но им помешала полиция. После расставания Мария продолжала позировать для картин Бёрн-Джонса. Также она была натурщией у Данте Габриэля Россетти и Джеймса Эббота Макнила Уистлера.
Мария Замбако умерла в Париже в 1914 году, её тело было отправлено в фамильный склеп в Норвуде.

«Мария Замбако», Данте Габриэль Россетти, 1870
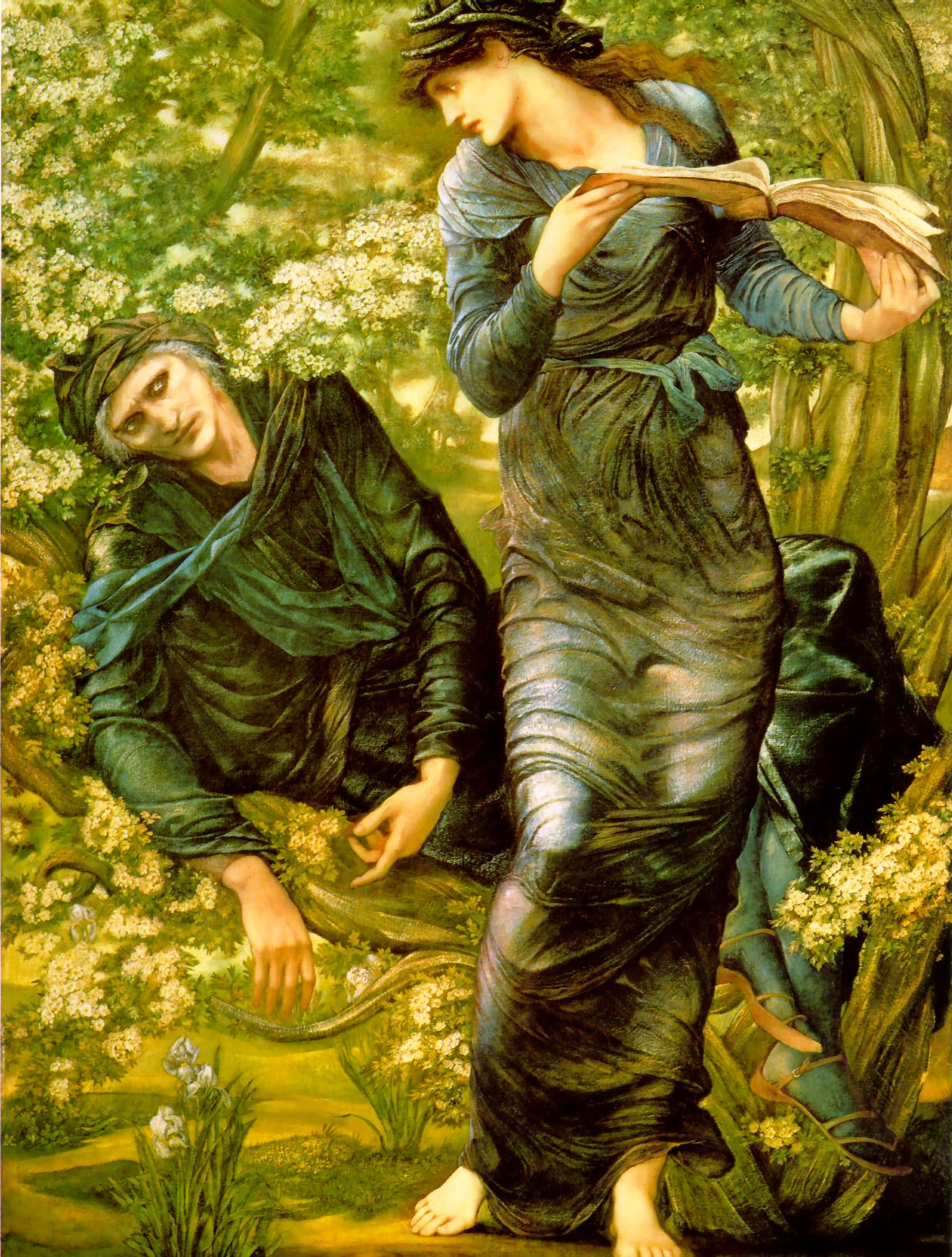
«Зачарованный Мерлин», Эдвард Бёрн-Джонс
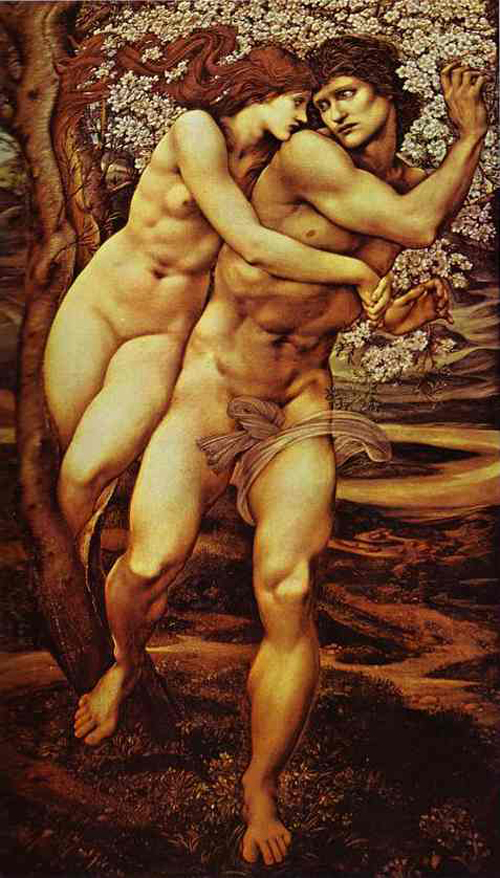
«Филлида и Демофонт», Эдвард Бёрн-Джонс